# Termica Suceava
Termica Suceava este o companie producătoare de energie termică și electrică din România.
Societatea de termoficare asigură încălzirea și apa caldă pentru aproximativ 26.000 de apartamente, 530 de agenți economici și 38 de instituții publice și are aproximativ 800 de angajați (iulie 2009).
De asemenea, Termica SA Suceava livrează energie electrică în Sistemul Energetic Național.
Societatea are unități instalate de 100MW.